# Ossidinge
Ossidinge était une station gouvernementale et la capitale de la préfecture du protectorat allemand du Kamerun, aujourd'hui connue sous le nom de Mamfé.

## Géographie
La station originale d'Ossidinge était située à environ 200 mètres de la Cross River, sur une crête de terre basse entre les terrasses des villages Ekoï d'Agborkem et d'Oban. Le secteur alentour est constitué de collines pouvant atteindre 1 200 m d'altitude.
Le climat comporte une alternance entre une saison des pluies de neuf mois et une courte saison sèche.
La rivière Cross est réputée poissonneuse : Ossidinge signifie beaucoup de poissons.

## Histoire
Dans le cadre de l'octroi de la licence à la Gesellschaft Nordwest-Kamerun (en) (GNK) et du transfert à celle-ci par l'administration coloniale de vastes régions de l'ouest du Cameroun, le chef de la station gouvernementale Rio del Rey, le lieutenant von Queis, reçoit l'ordre d'établir une station comme avant-poste dans la région de la Cross River. Il meurt en 1910 dans un combat avec les Ekoi. Le gouvernement mène alors une expédition punitive sous le commandement du capitaine von Besser. En juillet 1901, la station de Nssakpe, fondée par von Besser l'année précédente, est déplacée à Ossidinge par Hans Glauning. Le 15 novembre 1902, elle est placée sous administration civile, dirigée par Kurt Graf Pückler-Limpurg.
En janvier 1904, après des excès de marchands européens et de couleur, de graves émeutes des Anyang, qui vivaient au nord de la gare, surviennent ; Pückler-Limpurg est tué et la station complètement détruite. Ce soulèvement est réprimé par une force militaire massive et la station reconstruite. Cependant, en 1908, elle n'était encore constituée que de baraques et de cabanes de fortune.
De 1904 à 1915, le docteur Alfred Mansfeld est à la tête de la station. Il organise son déplacement à 30 km en amont, pour des raisons sanitaires et stratégiques ; le nouveau site, nommé officiellement Ossidinge II, est appelé par les autochtones Manfé, déformation du surnom d'Alfred Mansfeld, Manfred. Le 1er avril 1909, l'ancienne station gouvernementale est promue Bezirksamt (siège du gouvernement d'un district). Son dernier gouverneur était l'ancien officier de la Schutztruppe, 
Adolf Schipper (de), qui est mort en 1915 lors d'un combat près de Banyo.
Au début de la Première Guerre mondiale, une colonne britannique venant du Nigeria sous les ordres du colonel Mair, occupe Ossidinge le 1er janvier 1914 sans rencontrer de résitance allemande notable.